# Muzlovský tunel
Muzlovský tunel je železniční tunel č. 215 na katastrálním území Banín na železniční trati Brno – Česká Třebová v km 218,479–218,706 mezi zastávkami Březová nad Svitavou-Dlouhá a Hradec nad Svitavou.

## Historie
Výstavba tratě začala v roce 1843 u Obřan nedaleko Brna. Původní, jednokolejná, trať byla oficiálně uvedena do provozu 1. ledna 1849, zdvoukolejnění proběhlo do roku 1869. V roce 1861 byl na trať instalován Morseův telegraf a o rok později začala trať sloužit rychlíkové dopravě. V letech 1992–1998 byla trať zrekonstruována v rámci modernizace prvního železničního koridoru vedoucího z Děčína přes Prahu do Břeclavi. Trať byla v plné délce elektrizována. Tunel nese název podle již zaniklé obce Muzlov, v některých pramenech se setkáváme se zkomoleným názvem Mužlovský tunel.

## Geologie a geomorfologie
Tunel se nachází v geomorfologické oblasti Východočeská tabule, celku Svitavská pahorkatina s podcelkem Českotřebovská vrchovina s okrskem Ústecká brázda.
Z geologického hlediska je oblast tvořena slínovci středního turonu.

## Popis
Dvoukolejný tunel byl postaven na železniční trati Brno – Česká Třebová mezi zastávkami Dlouhá a Hradec nad Svitavou. Je proražen v úpatí Banínského vrchu (482 m n. m.) v ostrohu meandru řeky Svitavy. Tunel se nachází v oplocené lokalitě pramenišť, odkud vede vodovodní přivaděč I. a II. do Brna. V padesátých letech byl tunel pro připravovanou elektrizaci trati za provozu rozšířen.
Tunel leží v nadmořské výšce 290 m, je dlouhý 227 m.